# وردة وكتاب (مسلسل)
وردة وكتاب مسلسل درامي تونسي يتكون من ثلاثين حلقة، عُرض في شهر رمضان سنة 2016 على قناة الوطنية الأولى، وهو من تأليف نرجس النابلي وإخراج أحمد رجب.
يسرد المسلسل وقائع في الأشهر التي سبقت الثورة التونسية سنة 2011 وما بعدها، وما ارتبط بهذه الفترة من قضايا اجتماعية مثل الطمع، والاحتيال، والسرقة.

## القصة
تدور أحداث المسلسل في مجتمع المال والأعمال، حيث أنه يفضح صراعات رجال الأعمال فيما بينهم، وذلك في ظل واقع المجتمع التونسي خلال الفترة التي سبقت الثورة التونسية سنة 2011، وما رافقها من فقر وبطالة، وهو ما استمر بعدها.
يصور المسلسل العديد من الأحداث السياسية المهمة، حيث تنطلق أحداثه بداية من شهر أكتوبر 2010، أي قبل أسابيع من الثورة، وذلك مرورًا بإقدام محمد البوعزيزي على حرق نفسه والانتحار، إضافة إلى الخطابات التي ألقاها الرئيس زين العابدين بن علي في تلك الفترة، ثم اعتصامات ساحة القصبة، وصولا إلى استقالة الوزير الأول محمد الغنوشي، وغيرها من الأحداث الهامة وتبعاتها في مزج بين الواقع والخيال.

## الشخصيات
- عاطف بن حسين: «نجيب شاكر»
- خالد هويسة: «شهاب بن عبد الله»
- رؤوف بن عمر: «برهان بن عثمان»
- آمال علوان: «سميرة»
- عائشة عطية: «سوسن»
- صالح الجدي: «مبروك»
- محمد علي بن جمعة: «بهاء»
- روضة المنصوري: «سلوى»
- الشاذلي العرفاوي: «الشيخ»
- توفيق البحري: «حمة»
- دليلة مفتاحي: «فاطمة»
- سهام مصدق: «عربية»
- صلاح مصدق: «فرجاني»
- شاكرة رماح: «نورة»
- نجوى زهير: «منية»
- زهير الرايس: «مراد»
- رشا بن معاوية: «عفوة»
- يسرا المسعودي: «منال»
- بلال الباجي: «محمد علي»
- نادر قيراط: «هيثم»
- رانية القابسي: «كريمة»

## فريق العمل
| العمل     | صاحب العمل             |
| --------- | ---------------------- |
| الإنتاج   | مؤسسة التلفزة التونسية |
| الموسيقى  | ياسين عزيّز             |
| السيناريو | نرجس النابلي           |
| الإخراج   | أحمد رجب               |